# Найджъл Бонд
Найджъл Бонд (на англ.: Nigel Bond) е английски професионален играч на снукър, роден на 15 ноември 1965 година.
За пръв път започва да се говори за Найджъл Бонд през сезон 1985/86, когато той печели аматьорски турнир. През следващия сезон той играе на финала на Английския шампионат за аматьори. Така постепенно навлиза в професионалния снукър. През 1996 печели първата и единствена за сега ранкинг титла, като побеждава на финала на British Open Джон Хигинс. Преди финала той отстранява Стивън Хендри и Питър Ебдън. Най-големия успех за Бонд е финала на световното първенство през 1995, когато се изправя на пътя на помитащия всичко по онова време Стивън Хендри. Не успява да спре шотландеца и губи с 9-18. През 1997 печели и Scottish Masters, който тогава е неранкинг турнир. През 2004 си връща за загубата на финала на световното първенство на Стивън Хендри, като го побеждава в един от най-драматичните мачове в историята, в първия кръг на турнира. В последния решаващ фрейм Найджъл вкарва черната, но бялата пада в средния джоб и мача продължава. Все пак Бонд успява да я вкара след слаб удар на Хендри и го отстранява.

## Сезон 2009/10
| Турнир                    | Резутат | Спечелени пари | Ранкинг точки | Най-голям брейк | 100+ брейк | 50+ брейк | Брой спечелени срещи |
| ------------------------- | ------- | -------------- | ------------- | --------------- | ---------- | --------- | -------------------- |
| Шанхай мастърс 2009       |         | £              |               |                 |            |           |                      |
| Гран При 2009             |         | £              |               |                 |            |           |                      |
| Британско първенство 2009 |         | £              |               |                 |            |           |                      |
| Мастърс 2010              |         | £              |               |                 |            |           |                      |
| Първенство на Уелс 2010   |         | £              |               |                 |            |           |                      |
| Първенство на Китай 2010  |         | £              |               |                 |            |           |                      |
| Световно първенство 2010  |         | £              |               |                 |            |           |                      |
| Общо                      |         | £              |               |                 |            |           |                      |